# Per Knutsen
 Ikke at forveksle med Per Knudsen og Per Knutzon.
Per Knutsen (født 4. august 1951 på Hamarøy i Nordland, død 19. august 2022 på Haukeland sykehus i Bergen.) var en norsk forfatter og dramatiker.
Han skrev en række børne- og ungdomsbøger, samt skuespil og flere romaner. To filmatisering af Knutsens bøger, Lakki fra 1992 og Sebastian i 1995, er baseret på henholdsvis Gutten som kunne fly og Svart Cayal.

## Udvalgt bibliografi
- 1976: Gutten og ørna
- 1982: Gull og sølv
- 1986: Mordere
- 1986: Fiskerens datter
- 1988: Svart Cayal
- 1988: Gutten som kunne fly (genudgivet 1992 med titlen "Lakki" )[3]
- 1994: Svømmersken
- 1995: Rått Parti
- 1996: Supergutt
- 1997: Høytrykk
- 1998: Jentekrigen
- 1999: Tigermelk
- 2001: Å salte et hjerte
- 2002: Hitlers tunge
- 2003: Hilsen en som elsker deg
- 2004: Frøken Markussens rykte
- 2005: Luft og kjærlighet
- 2006: Utakk
- 2010: Gamle menns elskov
- 2016: Broren til Hugo
- 2021: Nakken vil ikke bøye seg

## Priser og nomineringer
- Kritikerprisen for børne- og ungdomslitteratur (1982, for Gull og sølv)[4]
- Brageprisen (1994, nomineret for Svømmersken)[5]
- Kulturdepartementetets litteraturpris (1995, for Rått Parti)[5]
- Havmannprisen (2016, for Broren til Hugo)[5]